# 江油市
31°47′N 104°44′E / 31.783°N 104.733°E
江油市是中华人民共和国四川省下辖的县级市，由绵阳市代管。江油位于四川盆地西北部，长江支流涪江的上游，以丘陵和平原地形为主，天然气资源丰富，水网交错，城区常住人口約35万人。市人民政府駐中坝镇诗仙路48号。江油在新石器时期便存在人类活动，历史悠久，境内的青莲镇据称是唐代诗人李白的故乡。中华人民共和国建立后，江油曾作为三线建设基地建设了大量重工业和军工企业，是四川重要的重工业基地，拥有长城特殊钢集团、中国石油川西北气矿、中国燃气涡轮研究院（624院）、四川材料与工艺研究所（903所）等企业。此外，江油第三产业亦在21世纪得到了长足发展，2017年江油市GDP超过380亿人民币。

## 地理
江油市位于四川盆地西北部边缘，涪江上游，龙门山脉东南。距离绵阳市35公里，成都160公里。面积2719平方千米，总人口约88万，其中城区人口35万。2006年，全市辖4街道、21镇和19乡。市政府驻中坝街道。

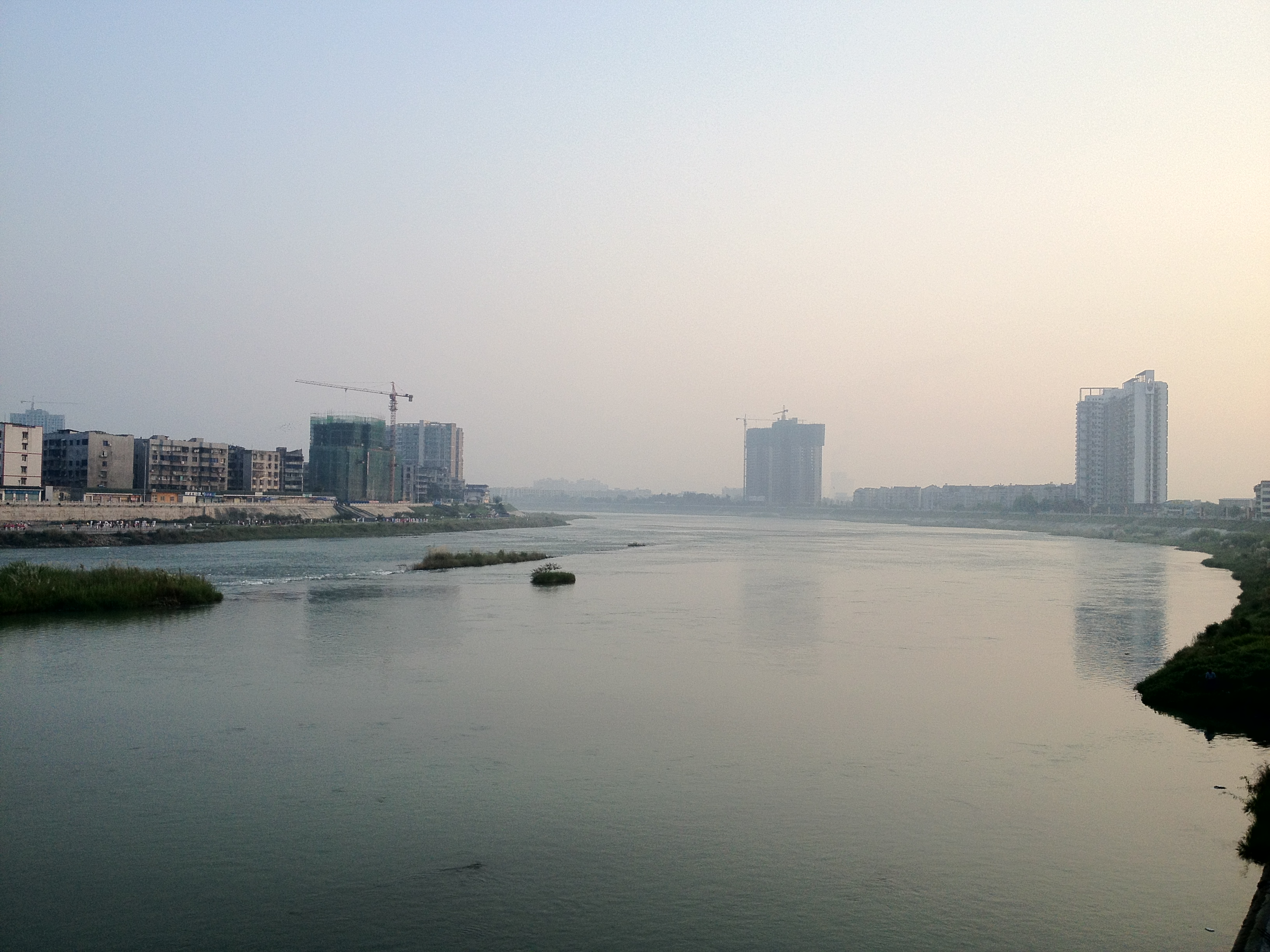
流经江油的主要河流：涪江
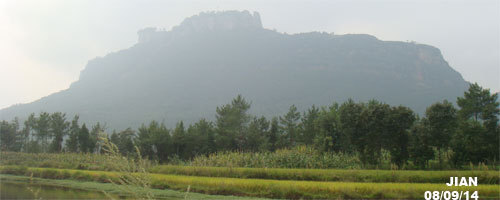
江油北部的窦团山景色
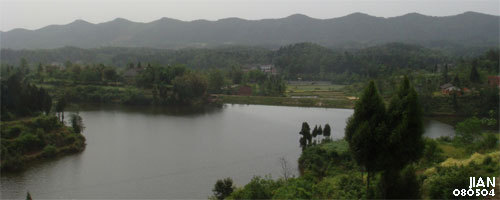
江油北部的双河口一带风光
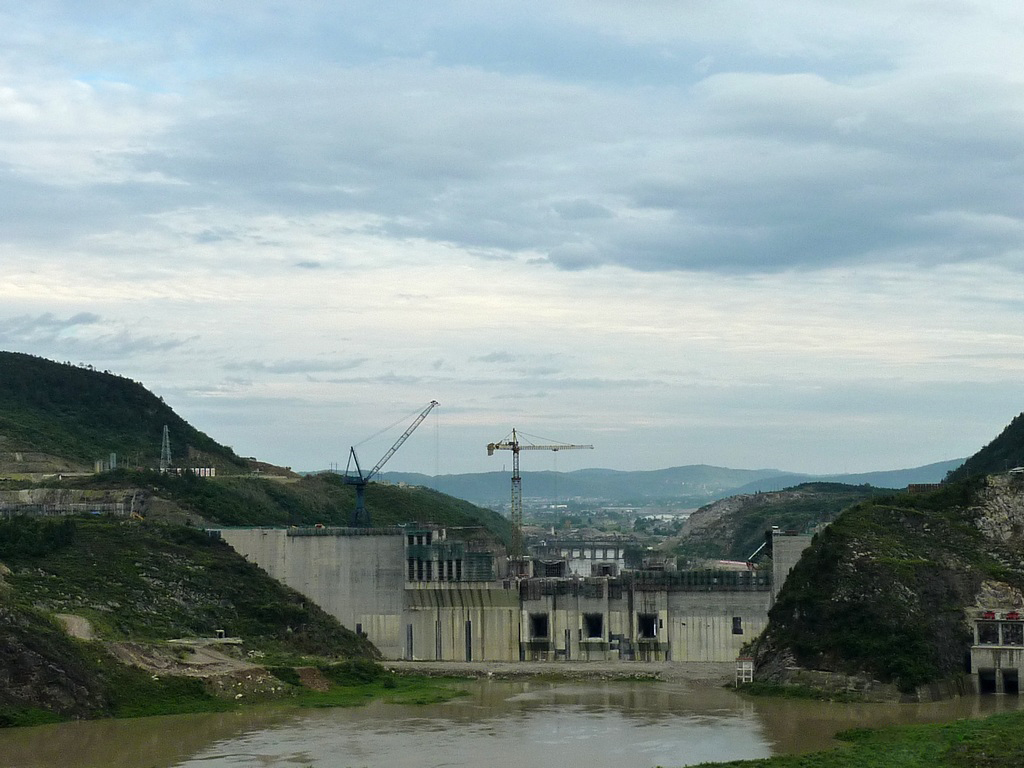
涪江上游的武引灌溉工程
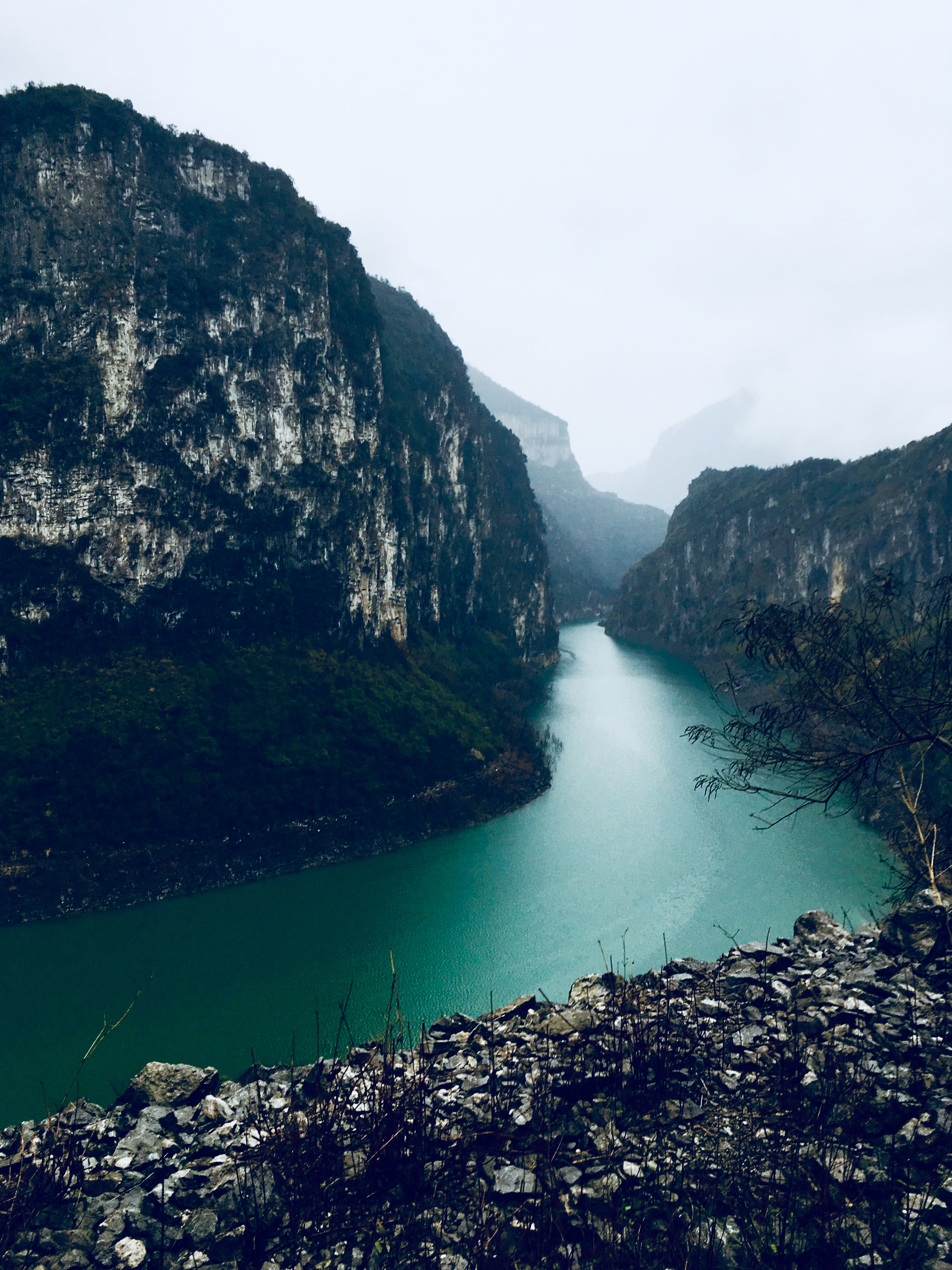
武都镇境内涪江六峡景观
江油市东南方向的三合镇全景，属于平坝和丘陵、台地地形
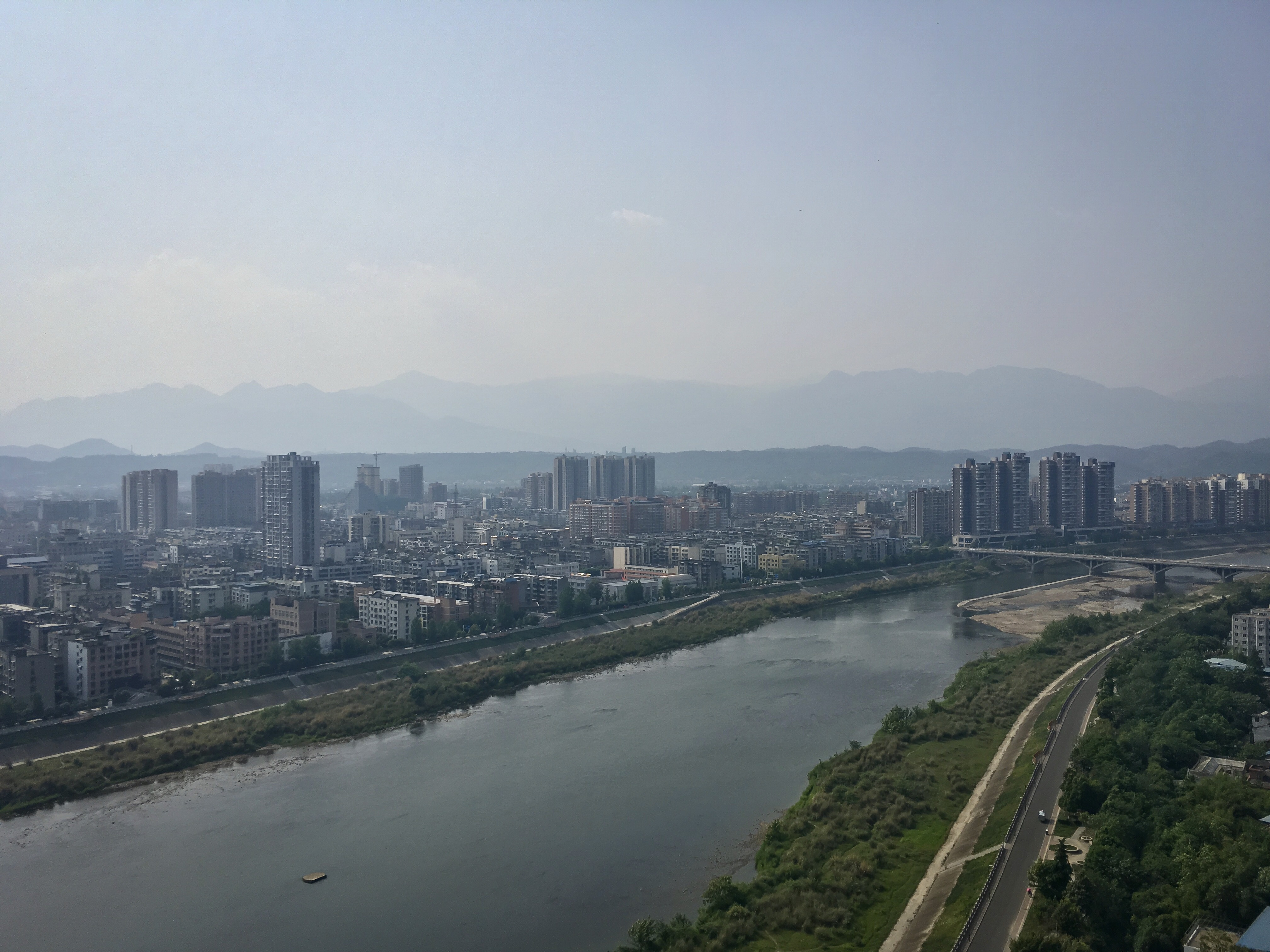
江油市区（中坝镇）的平坝地形

### 地貌
江油境内地势以丘陵为主，西北高、东南低。江油西北部地区属于龙门山-大巴山褶皱台缘带，海拔800-1500米；东南部属于四川台坳，海拔500米左右。
江油境内主要分为三个地貌区，分别是中部涪江沿岸平坝台地区、中南部丘陵宽谷区和西北部中低山区。中部涪江沿岸平坝区占江油市总面积的8.6%，地貌类型以第四纪新冲积平坝为主，边缘有少量台地和丘陵。平坝平均海拔480-600米，是江彰平原的主体；周围台地和丘陵海拔500-800米。中南部丘陵宽谷区位于江油市中南部，占江油市总面积49%，地貌以低中丘宽谷和丘间平坝、台地为主，海拔500-800米。西部中低山区位于西北方向龙门山一带，占江油市总面积的42.4%，地貌以低、中山和低山为主，山高谷深，侵蚀强烈，平均海拔800-1500米，间有少数山峰超过2000米。
江油境内主要山峰有轿子顶（最高峰，海拔2356米）、大龙池山（2117米）、云罗山（1982.7米）、藏王寨（2345.7米）、观雾山（2117.7米）、吴家后山（2175米）、紫山（1099.6米）。

### 地质与土壤
江油位于扬子准地台西北部边缘四川台坳和龙门山-大巴山台缘褶断带接合部位。东南部平坝、丘陵属于四川台坳川北台陷梓潼台凹，西北部山地属于龙门山-大巴山台缘褶断带龙门山褶断束雁门凹褶束。境内出露地层包括古生界的寒武系（T）、奥陶系（O）、志留系（S0）、泥盆系（D）、石炭系（C）、二叠系（P），中生界的三叠系（P）、侏罗系（J）、白垩系（K），新生界的第四系（Q）、下更新统（Qal）、中更新统（Q2）、上更新统（Q3）和全新统（Q4）。
江油市处龙门山褶断带与绵阳帚状构造交接处，龙门山褶断带褶皱和断裂十分发育，尤其北东向最为发育。市境内较大的褶皱有雁门坝倒转背斜、藏王寨向斜（又称藏王寨—仰天窝向斜）、永平背斜等；较大的断裂有马角坝—罗家坝北东向断裂（即江油冲断裂）、苦竹沟冲断裂、望乡台冲断裂、毛垭枢纽断裂、岩梯子冲断裂等。
境内土壤中水稻土类面积最大，占耕地总面积70.2%，其次为紫色土类，占17.1%，黄壤类和黄棕壤类土较少，冲积土类面积最小。土壤理化性质以黏土类为主，pH值在6.5-7.5之间的最多，其次是7.5-8.5之间。大多数土壤不会发生土壤碳酸盐反应。境内土壤总体来看有机质含量低，氮、磷、钾不足。

### 水文
江油市水文条件较好，境内降水丰沛，地表江河密布，地下水广泛富集。
江油市境内大小河流一百五十余条，分属嘉陵江支流涪江水系、嘉陵江支流西河以及嘉陵江支流白龙江水系；其中，流域超过100平方千米的河流有十二条。江油大部分河流属于涪江水系。除涪江外，江油较大河流还有通口河（盘江）、平通河、潼江、芙蓉溪、方水河与青江。
涪江是途径江油境内最大的河流，发源于阿坝松潘雪宝顶（5558米），在重庆合川汇入嘉陵江，是嘉陵江右岸最大支流，长江二级支流，全长670千米。涪江在江油市境内长62.3千米，流域面积860.4平方千米。涪江从平武县南侧流入江油市武都镇，从龙凤镇南郊进入绵阳市区境内。其中，武都镇灯笼桥以上河段属于涪江上游，蜿蜒曲折、河床狭窄、滩多流急，平均河道宽约150-200米。武都以南河段属于涪江中游，地形上流经盆中丘陵区，并汇入平通河（河西乡）、通口河（青莲镇），水势平缓、迂回曲折，形成众多河漫滩。涪江水源主要依靠冰雪融水和降水补给，并辅有地下水，年均流量155立方米每秒，最大洪峰流量8680立方米每秒，年平均径流总量49.4亿立方米。
通口河是江油境内汇入涪江的最大河流，起源于北川羌族自治县，在青莲镇注入涪江，江油境内河段长33.2千米，宽150-300米，其很长一段河段作为江油市与北川羌族自治县的界河。通口河径流补充以降水为主，季节变化大，平均流量102立方米每秒，洪峰流量7920立方米每秒。在2013年，正是因为通口河突发洪水导致江油盘江大桥垮塌。

### 气候
江油属亚热带湿润季风气候，全市年平均气温16.2℃，一月平均气温4.9℃，七月平均气温25.7℃，年均降水量1148毫米，蒸发量926.7毫米，相对湿度81%，年均气压95.35千帕，风向多东北风，年均风速0.9m/s。

### 自然资源
境内主要矿产资源有砂金、天然气、石油、煤炭、黄铁矿、大理石、石灰石、硫铁矿等。

## 历史沿革
三国置江由戌，北魏正始二年（505年）于今平武南坝置江油县。江油，取涪江水清澈如油之意。一说系油溪而来。东晋宁康时于今青莲置汉昌县。西魏废帝二年（553年）更名昌隆县。唐先天元年（712年）更名昌明县，后唐同光元年（923年）改名彰明县。1958年江油、彰明两县合并为江彰县。1959年复改江油县。1988年撤县设市。

## 领导机构

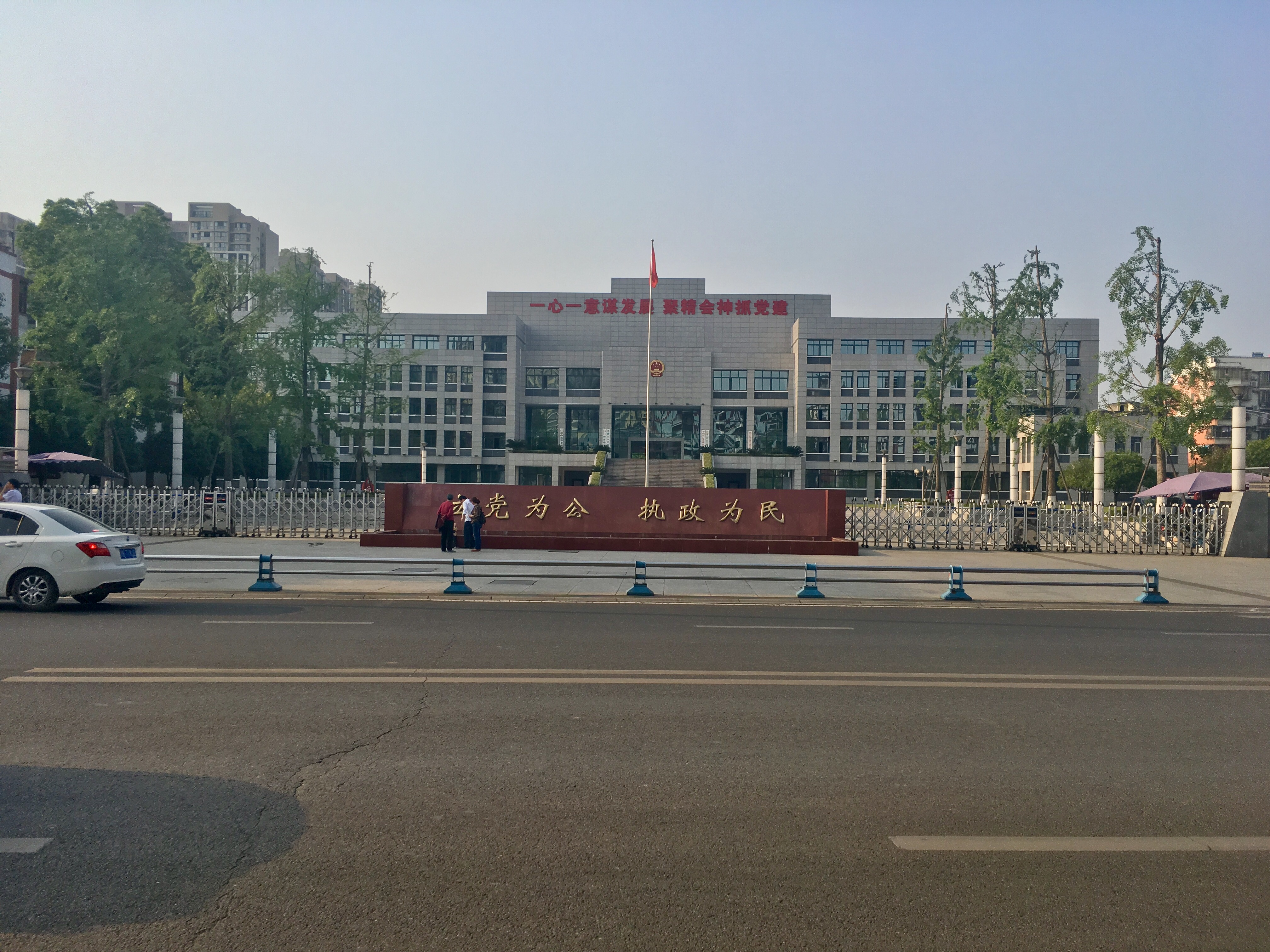
江油市人民政府位于中坝镇诗仙路的办公大楼，同时也是中共江油市委、江油市人大常委会和江油市政协所在地

## 领导机构[4]

### 中共江油市委
- 市委书记：元承军
- 市委副书记：曾建军
- 市委常委：唐传凤、何华君、姚华宗、吕勇、何思文、许红、李海、李如凯

### 江油市人民代表大会
- 市人大常委会主任：胥洪
- 市人大常委会副主任：金华松、贺勋、李山、王宗荣、景勇

### 江油市人民政府
- 市长：曾建军
- 常务副市长：许红
- 党组副书记：李林
- 副市长：宋进勇、李桂炳、谢林川、周世明、薛长灏、杨敏（挂职）、李剑（挂职）
- 市政府办公室主任：任俊

### 江油市政协
- 市政协主席：李平
- 市政协副主席：汤国平、陈清太、毛彬、龙合、罗润

## 行政区划
江油市下辖1个街道办事处、22个镇、1个乡：
中坝街道、太平镇、三合镇、含增镇、青莲镇、彰明镇、龙凤镇、武都镇、大康镇、新安镇、战旗镇、双河镇、永胜镇、小溪坝镇、河口镇、重华镇、厚坝镇、二郎庙镇、马角镇、雁门镇、西屏镇、大堰镇、方水镇和枫顺乡。

## 民族[6]
江油市人口以汉族为主，在中华人民共和国成立后境内少数民族人口开始增多。至2000年，江油共有23个少数民族。按照人口多少排序，依次为：羌族、回族、满族、藏族、苗族、土家族、彝族、布依族、侗族、壮族、朝鲜族、白族、傣族、哈尼族、纳西族、高山族、土族、锡伯族、撒拉族、仡佬族、维吾尔族、水族。

## 宗教[7]

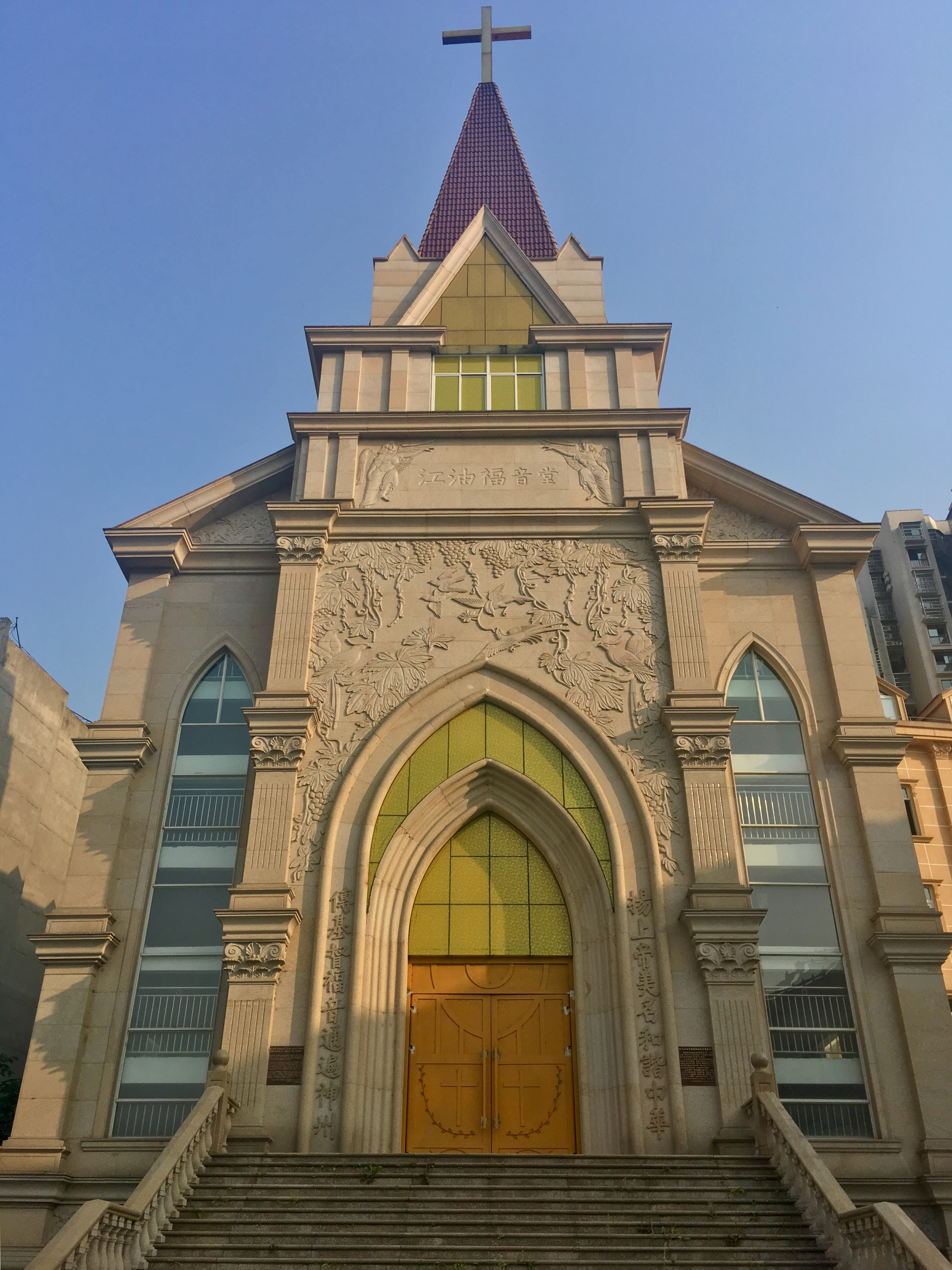
位于涪江路西三口和清新巷交叉口旁的江油福音堂，为汶川地震后重建
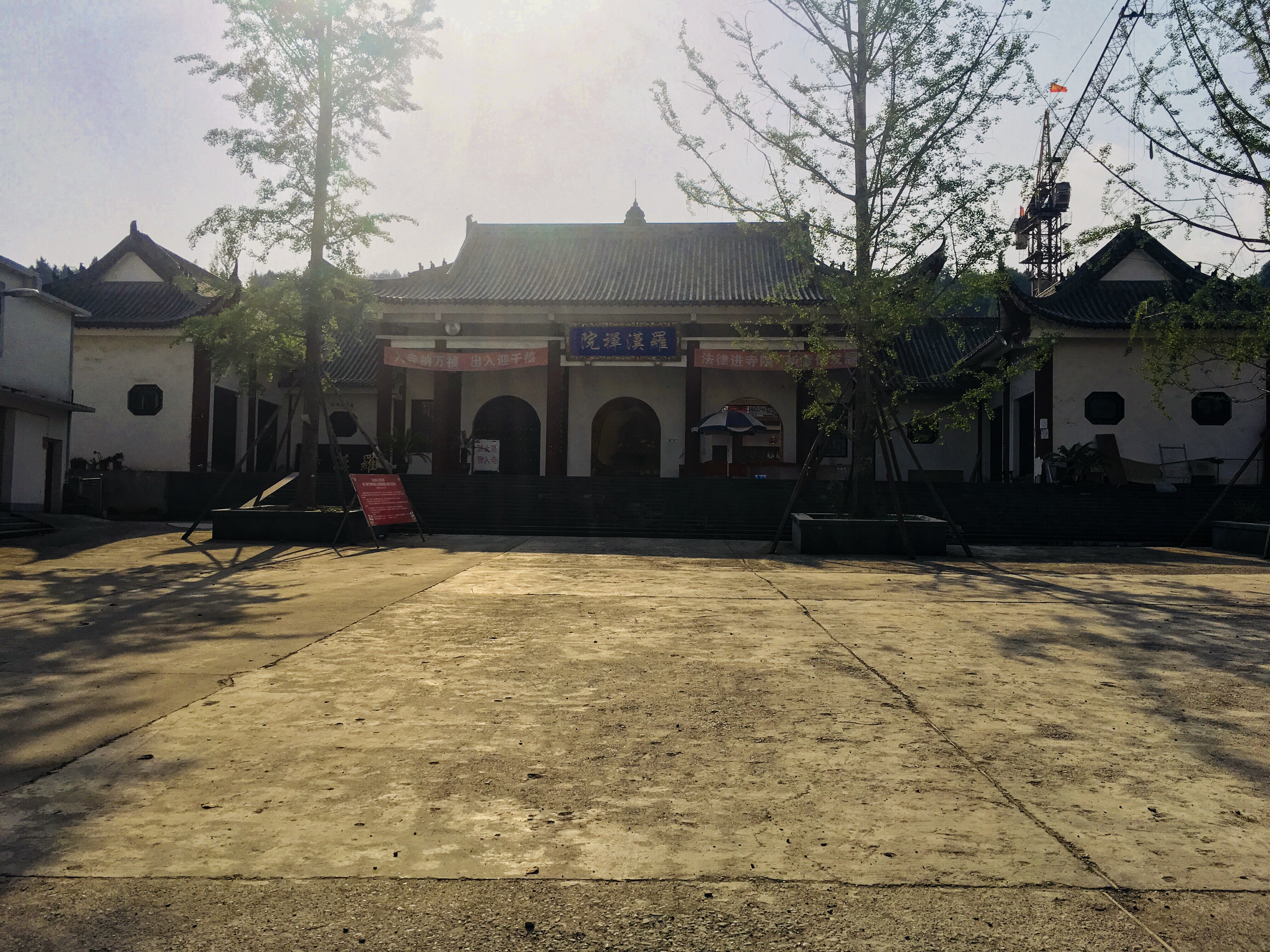
位于江油西山的罗汉寺

### 佛教
1985年，绵阳地区批准观雾山极乐堂作为全地区佛教活动场所。1992年11月，江油市佛教协会成立。1993年，东禅寺、法华寺开放；1995年，罗汉寺开放；2002年，普照寺、回龙寺开放。

### 道教
江油秦朝出现道士，境内含增乾元山金光洞相传为太乙真人修炼、哪吒学道之处；三合翠屏山道观相传为哪吒显化之地。1993年，江油市批准金光洞、翠屏山为道教活动场所。2005年，江油市道教协会成立。江油道教信众有农历三月十三日的翠屏山哪吒显化日，六月初六日和冬月十一日为的金光洞哪吒再生日和太乙真人圣诞日三个主要活动日。

### 伊斯兰教
明末清初，伊斯兰教随回商传入江油。清咸丰年间，江油中坝清真寺建立，后又在1987年、1988年、1994年、1996年和2003年多次对外围设施进行调整改造。中共十一届三中全会后，江油设置了清真寺管理委员会。至2005年底，江油市有伊斯兰教徒1500余人。

### 天主教
天主教于清朝康熙三年传入江油，1912年建起西屏天主堂、1919年建立中坝天主教堂。1985年，两座教堂恢复活动，同年成立江油县中坝天主教爱国会。1994年，中坝天主堂搬迁。

### 基督教
基督教在清朝末年传入江油。1989年，江油市批准恢复中坝福音堂的宗教活动。1995年，成立江油市基督教三自爱国运动委员会。1999年，江油福音堂改造。2008年汶川大地震中，中坝福音堂遭到严重破坏，后于生产街、诗仙路交叉口处重建。

## 方言
江油市方言为现代汉语北方方言西南官话四川方言区的一支。江油方言在语法上与普通话并无大的差别，区别主要体现在语音上；在中华人民共和国成立后，随着普通话教学的普及、三线建设导致大批东部技术人员迁入以及成都话的影响，目前江油人实际运用的方言已经与周边乡镇方言、民国时期江油方言产生了较大差异。

## 饮食
江油市饮食属于川菜菜系，口味重麻辣。在江油，有不少当地特色的街头小吃，包括被视为江油最具特色美食的江油肥肠、生食的“蘸蘸”、锅魁夹凉面、米粉等。但在三线建设期间，大量迁入的东部城市居民给江油市带来了许多不同地域的食物，例如上海生煎和小笼包、山东大葱等。

## 交通
江油的交通发达，境内有京昆高速绵广段穿越，省道205线与绵阳市区、平武、九寨沟相连。宝成铁路、西成客运专线贯穿江油，境内拥有江油站、江油北站和青莲站等三座高铁站。

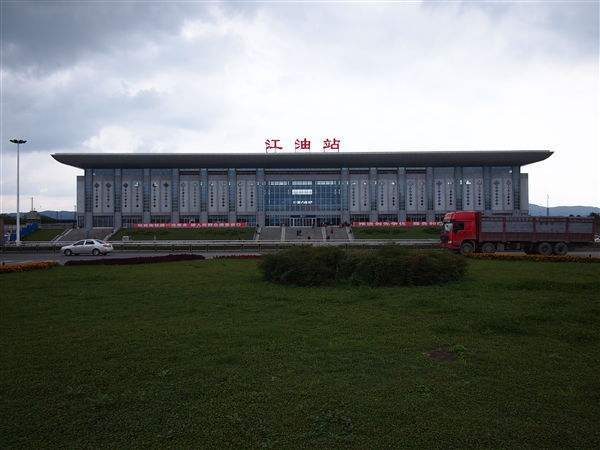
江油站站房
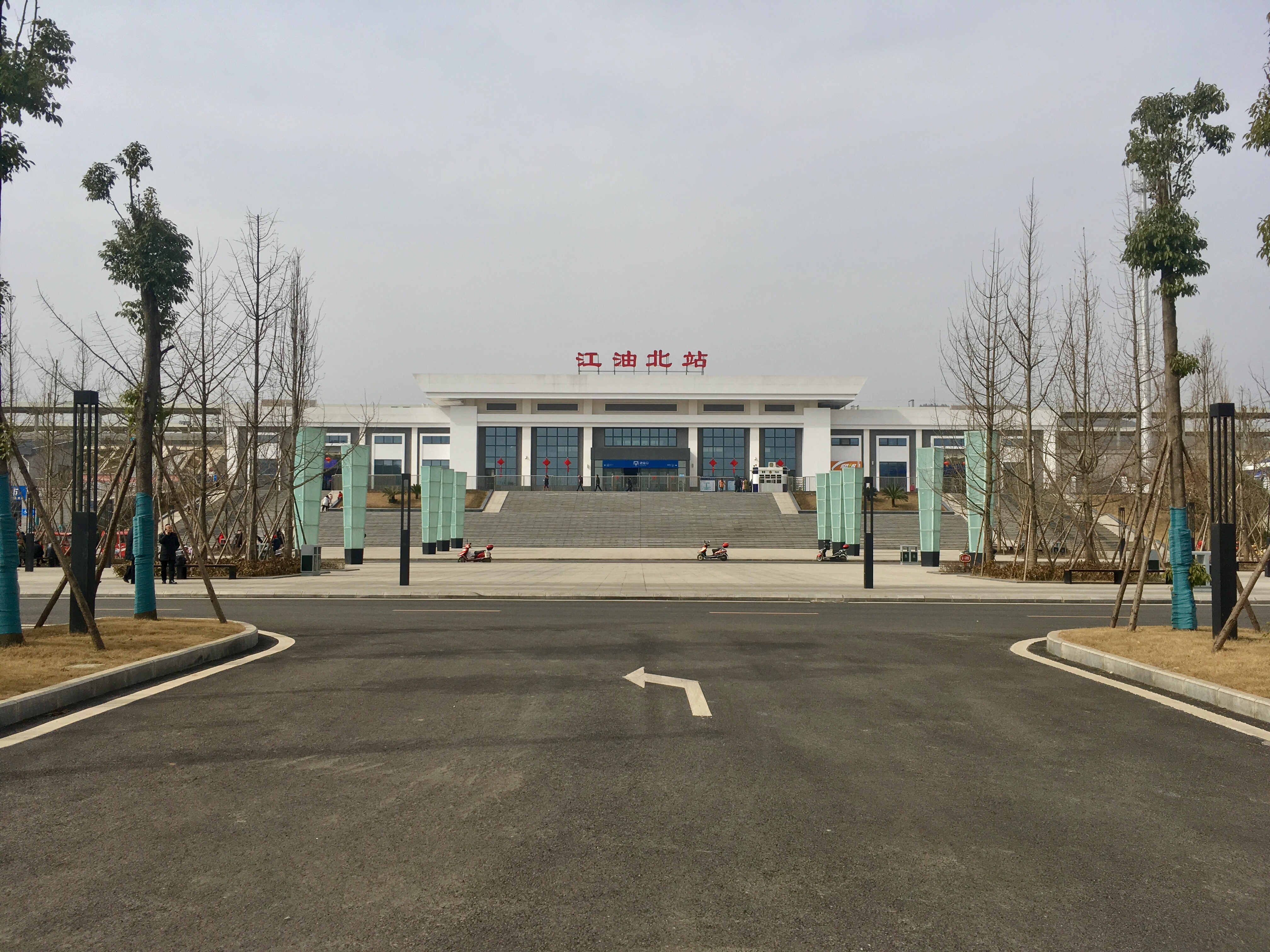
位于厚坝的西成客专江油北站
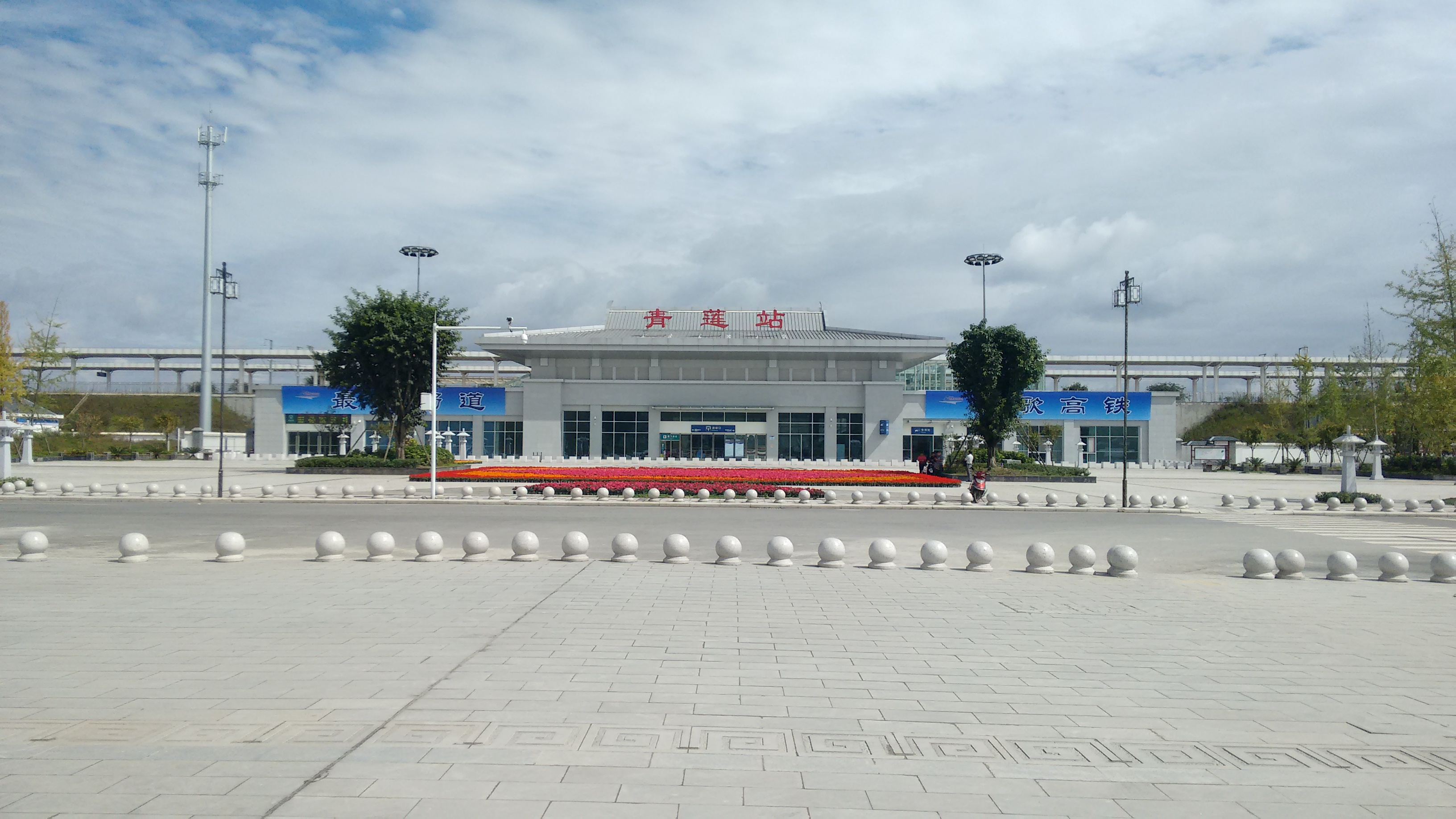
位于青莲镇的西成客运专线青莲站
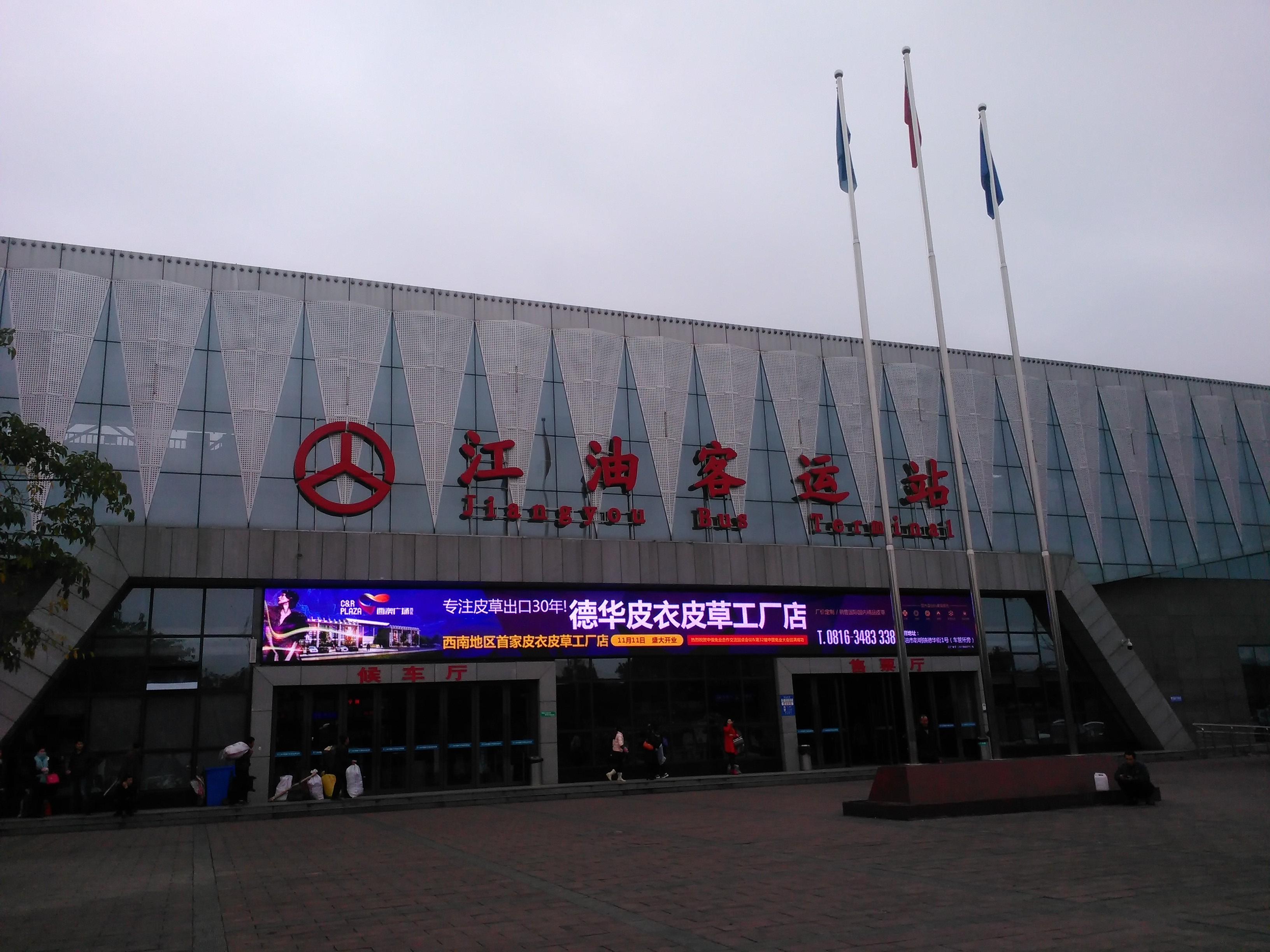
江油汽车客运站
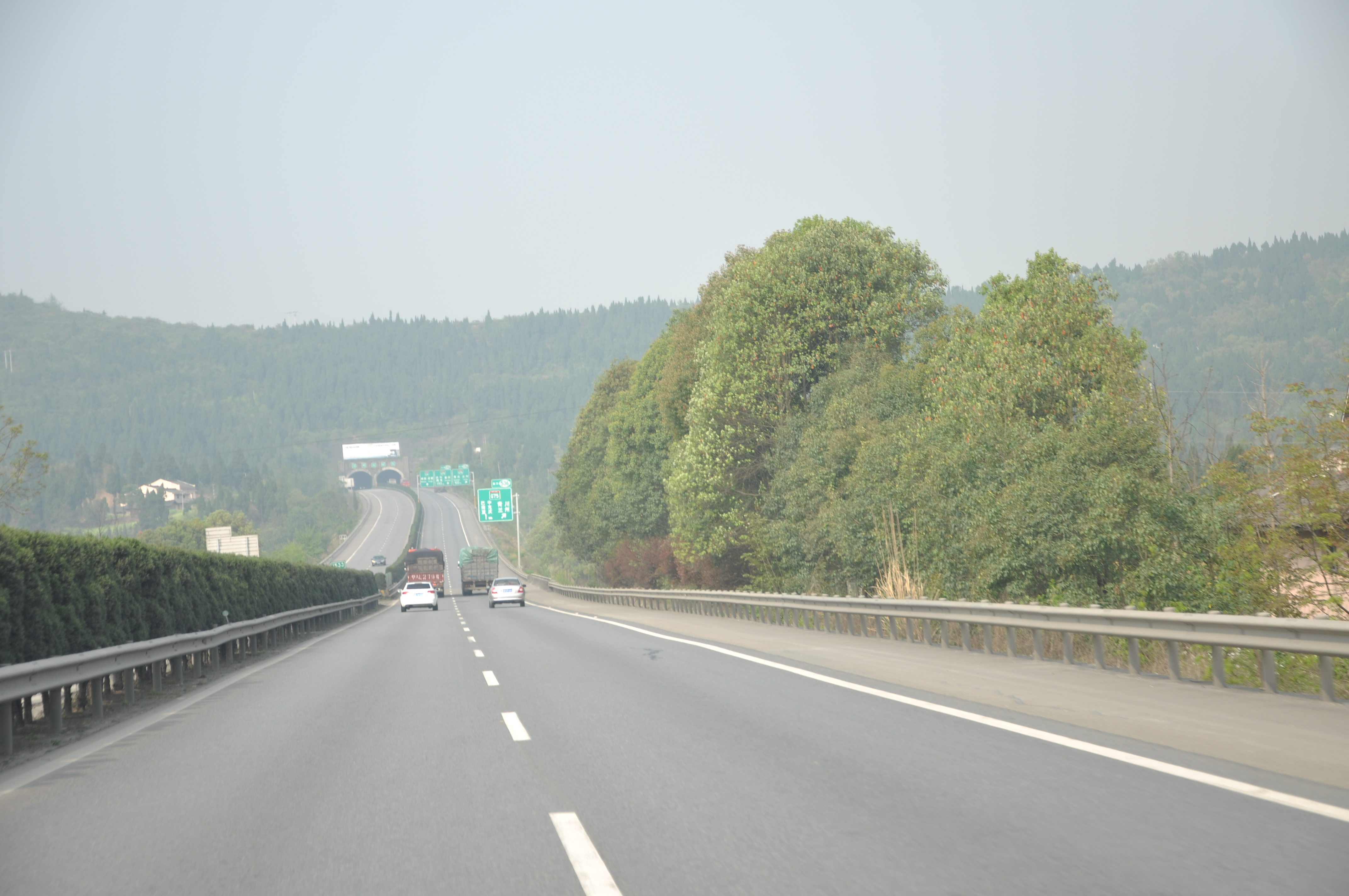
途经江油的京昆高速（绵广高速段）

### 高速公路
京昆高速（绵广高速段）
 京昆高速在江油市境内设置了六个出入口，一个开放式服务区。
 平绵高速（九绵高速段）
 平绵高速在江油境内设置了四个出入口，其中江油青莲至绵阳张家坪枢纽路段已于2021年1月1日开通试运行。

### 公路
205省道、 302省道、 105省道
 205省道途经江油城区西部，城区段称“李白大道”，江油至绵阳段称“绵江快速通道”。江油亦是公路前往九寨沟、平武等地的重要交通节点。

### 铁路
宝成铁路、西成客运专线
由于江油的狭长地形，贯穿全境的宝成铁路设有大小14个车站，在升级成为江油市以前，是全国火车站最多的县。境内的雁门大桥是宝成线上最高的大桥。江油站在汶川大地震中严重受损，重建后的江油站于2010年12月18日竣工投入使用。江油站也是西成客运专线和宝成铁路沿线站点。另外，在西成高铁沿线，亦设有青莲站与江油北站。

### 桥梁
因涪江贯穿江油市区，故而江油市建设有涪江二桥、涪江一桥、涪江三桥、涪江五桥四座城区跨江大桥；此外，武都镇也建设有武都镇涪江大桥。

### 市内交通
市内主干道多为4-6车道的沥青道路。在江油市内有较为完善的公交体系，出租车、网约车也数量众多。但是，江油公共交通系统对郊区乡镇覆盖率低下，招致了很多批评。
此外，规划建设中的绵九高速，也会途径江油。

## 经济
江油是中国三线建设的重点地区之一，也是国家商品粮生产基地，素有“小成都”之称。2017年，江油市地区生产总值384.60亿元人民币，增速9.2%，其中第一产业占比11.9%，第二产业占比38.7%，第三产业占比49.4%。城镇居民人均可支配收入30798元，农村居民人均可支配收入15642元。工业主导产业有石油天然气、钢铁、电力、水泥等，长城特殊钢公司、江油发电厂、双马水泥公司都具有较强的实力。拥有航空燃气涡轮研究院、四川材料与工艺研究所等科研单位。农业盛产玉米、小麦、稻谷、油菜等。

### 农业
江油大部分地区作物熟制为一年两熟，西北部少数区域为一年一熟。江油盛产玉米、小麦、稻米与油菜。另外，江油也有发达的新型农业产业，是全国蔬菜产业重点县、辛夷花栽培体系被评为中国重要农业遗产。养殖业方面，江油是重要的獭兔养殖基地，被称为“中国獭兔之乡”。休闲农业方面，江油每年会举办乡村旅游节，新安镇建设有农业公园，亦规划有文农林旅融合示范区与休闲农业发展圈。

### 工业
江油市是中国西部重要的特殊钢生产基地、重工业基地。在二十世纪六十年代的三线建设中，江油建立了中国燃气涡轮研究院、长钢、四川矿山机械厂、四川材料与工艺研究所、江油电站等一批重工业企业与研究所。在资源开采方面，江油是四川重要的天然气产地，是中国石油川西北公司驻地。改革开放后，江油在国企改革中工业经济发展缓慢。在汶川地震后，江油市设立了江油工业园区，后被四川省评为省级高新技术产业园区。

### 特产
当地著名土特产品有附子（彰明附片）、太白花茶、方水生姜、中坝口磨酱油和木制仿古家具。2015年渐兴江油八宝：中坝酱油，诗仙阁酒，中坝附子，太白花茶，诗乡兔，黑溜宝腊肉，澳中辣木茶，松花岭百合。其中“江油八品”之一的江油百合为国家地理标志产品。产地范围为四川省江油市大康、太平、西屏、青莲、武都和永胜现辖行政区域。

## 民生
江油市拥有完善的市政服务体系、教育体系、公共安全服务体系、公园体系与医疗体系。

### 教育
江油拥有悠久的教育历史。1914年，川北省立第二中学便在江油开始办学。现在江油拥有四川幼儿师范专科学校、江油市工业技校两所高等院校，四川省江油中学、四川省江油市第一中学、江油市太白中学、江油外国语学校高中部以及江油职业中学校五所中等学校。基础教育方面，江油市拥有华丰初中、长城实验初中、花园路初中、彰明初中等众多公立初中学校以及江油实验学校、江油外国语学校两所民办性质初中；小学则有胜利街小学、花园路小学、文化街小学、诗城小学等一大批公立小学和江油外国语学校一所民办性质小学。另外，江油还有拥有米其林捐赠的一所特殊教育学校。

### 医疗
江油有完善的医疗体系，拥有4所三级乙等医疗机构和3所二级甲等医疗机构。亦建设有养老院和老年医院。

### 生态环境
江油全市绿化覆盖率为48.4%，人均绿地面积11.7平方米。江油现有太白公园、西山公园、体育公园、三岔河湿地公园、明月岛公园共五座公园；沿昌明河、涪江、明月堰建设了沿河绿地。以青莲镇为起点，江油还建设了太白国家登山健身步道。同时，江油还规划有体育中心六合花园广场、三合镇六合堰公园绿地、东山森林郊野公园等一系列公园。

## 旅游
江油是四川省的省级历史文化名城，也是中国歷史的唐朝著名诗人李白的故乡（注：李白的出生之地有争议，一种说法称為原彰明縣（今江油市）青莲乡）。江油旅游主打“李白文化”、“火药文化”、“红色文化”、“三国文化”与“道教文化”。江油被评为中国优秀旅游城市、全国休闲农业与乡村旅游示范县。

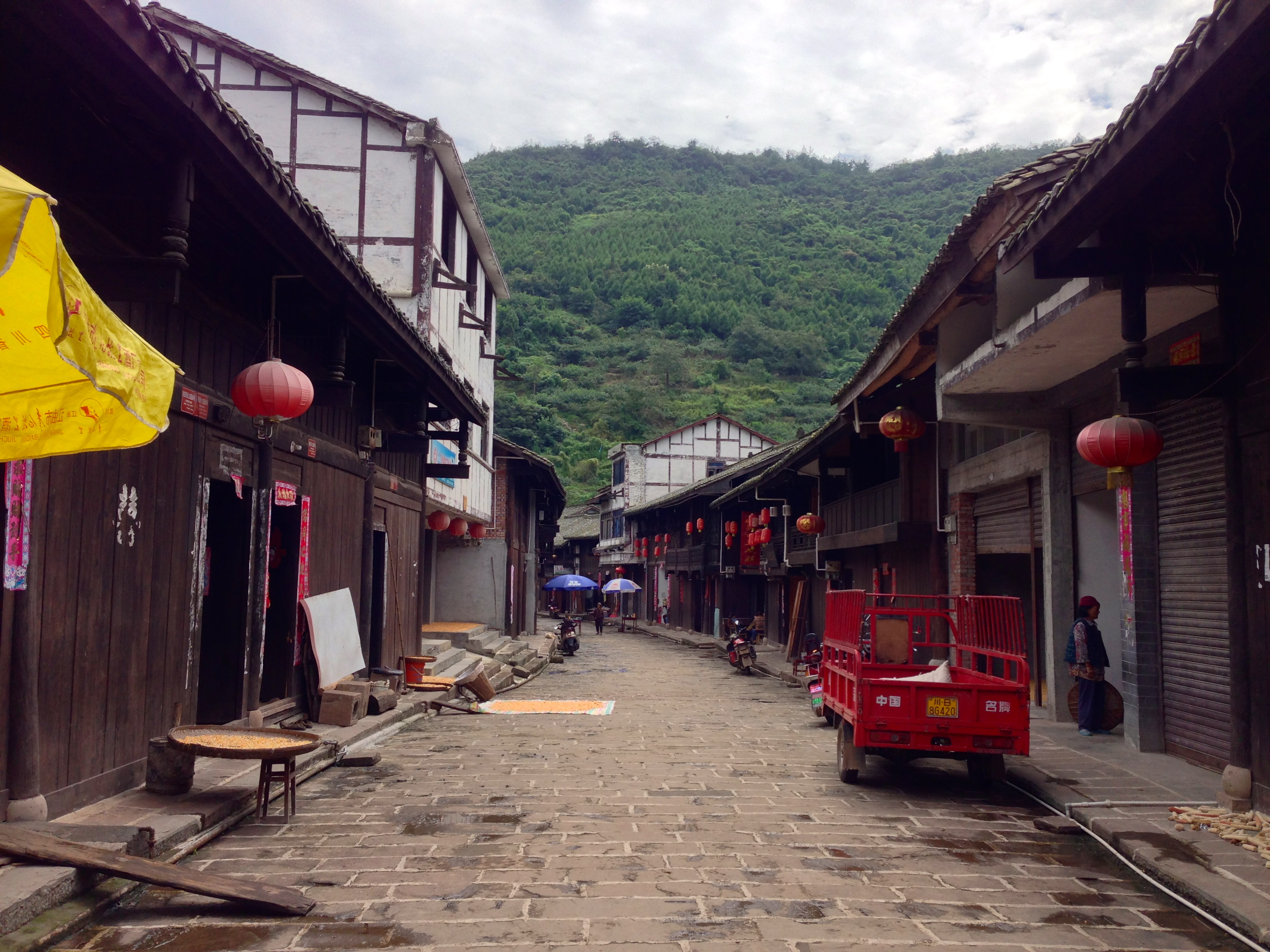
江油北面的青林口古镇
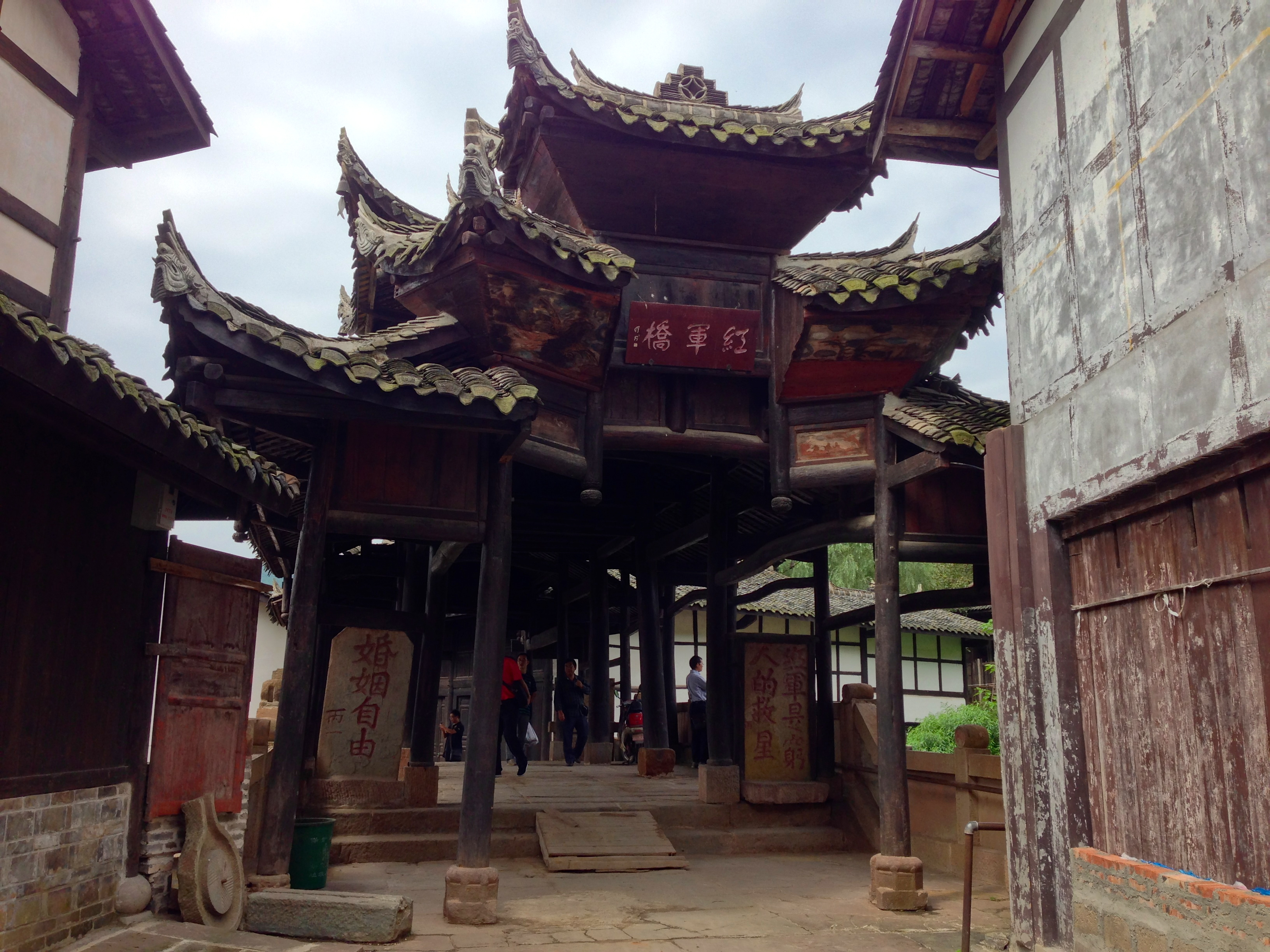
青林口古镇红军桥
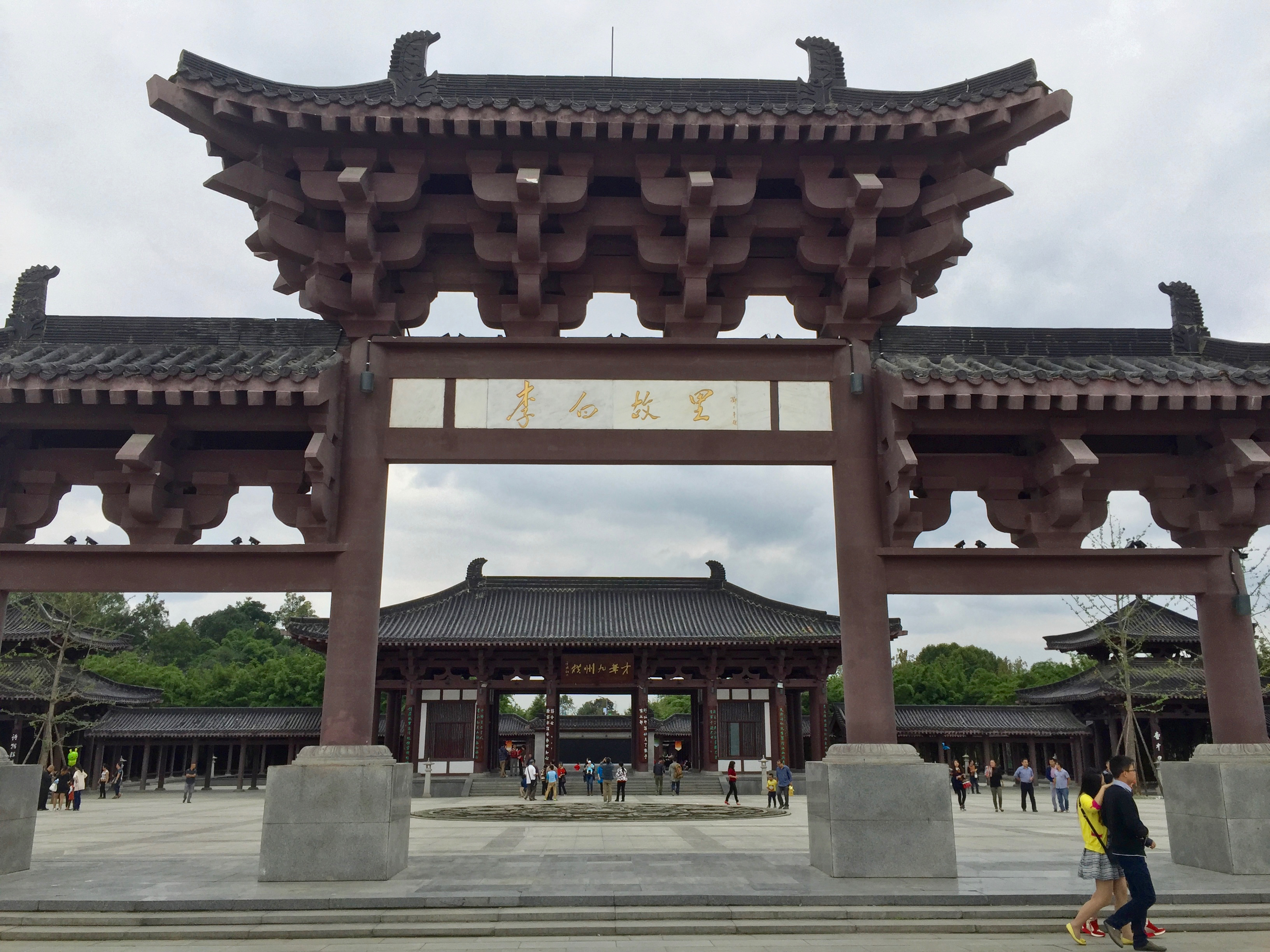
青莲镇的太白故居风景区入口
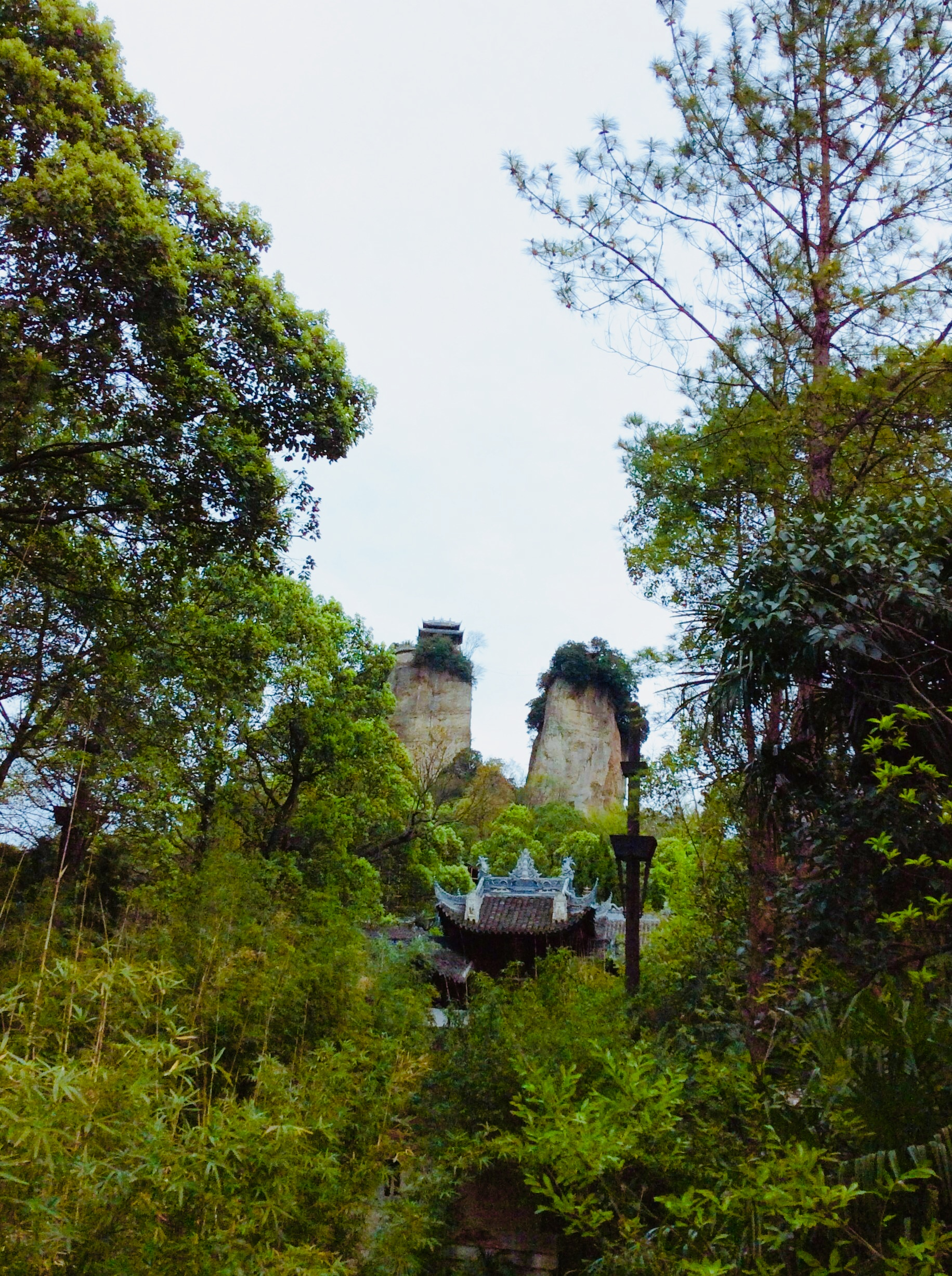
江油武都镇的窦团山以及其上的云岩寺
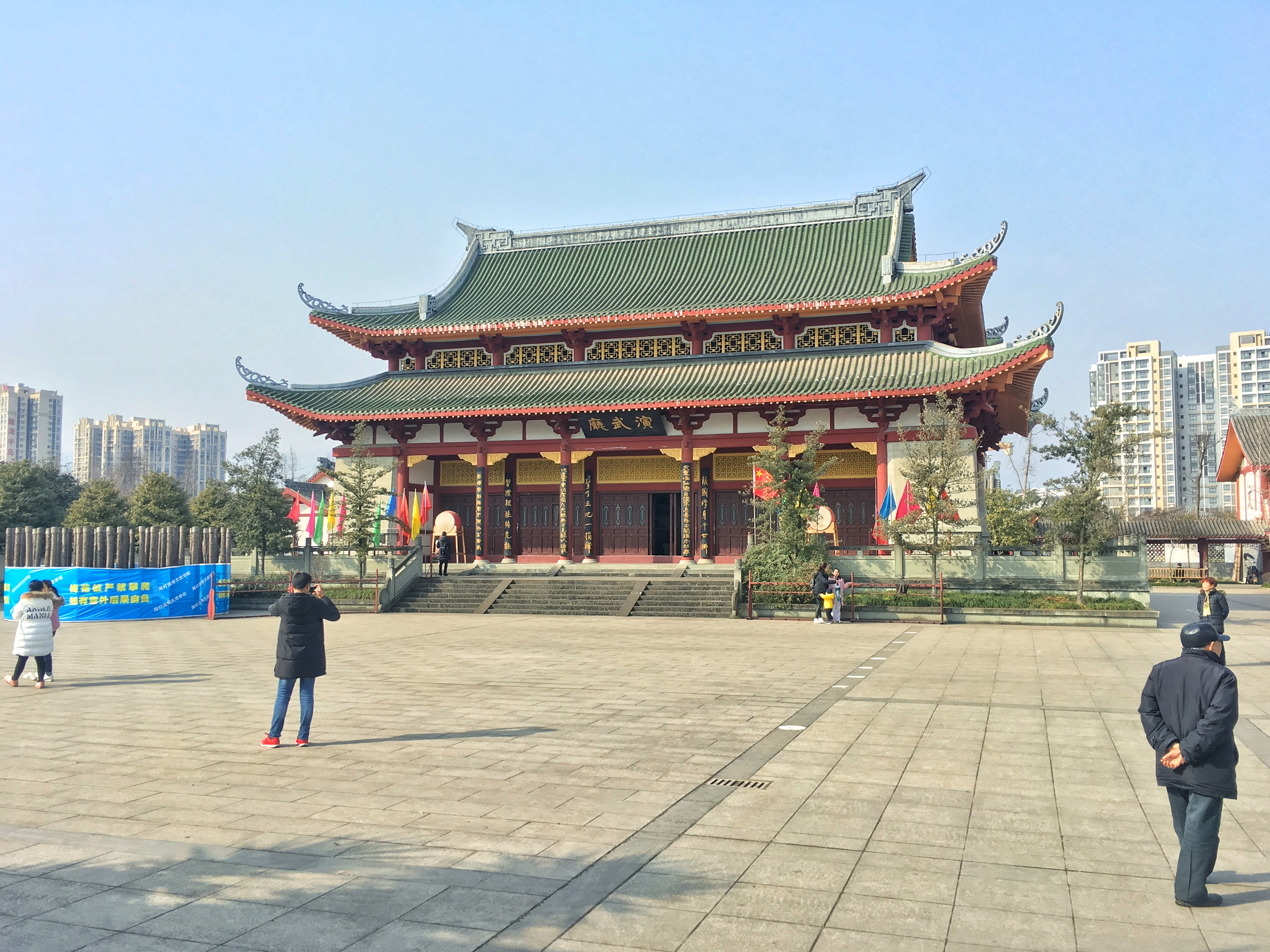
江油市海灯武馆
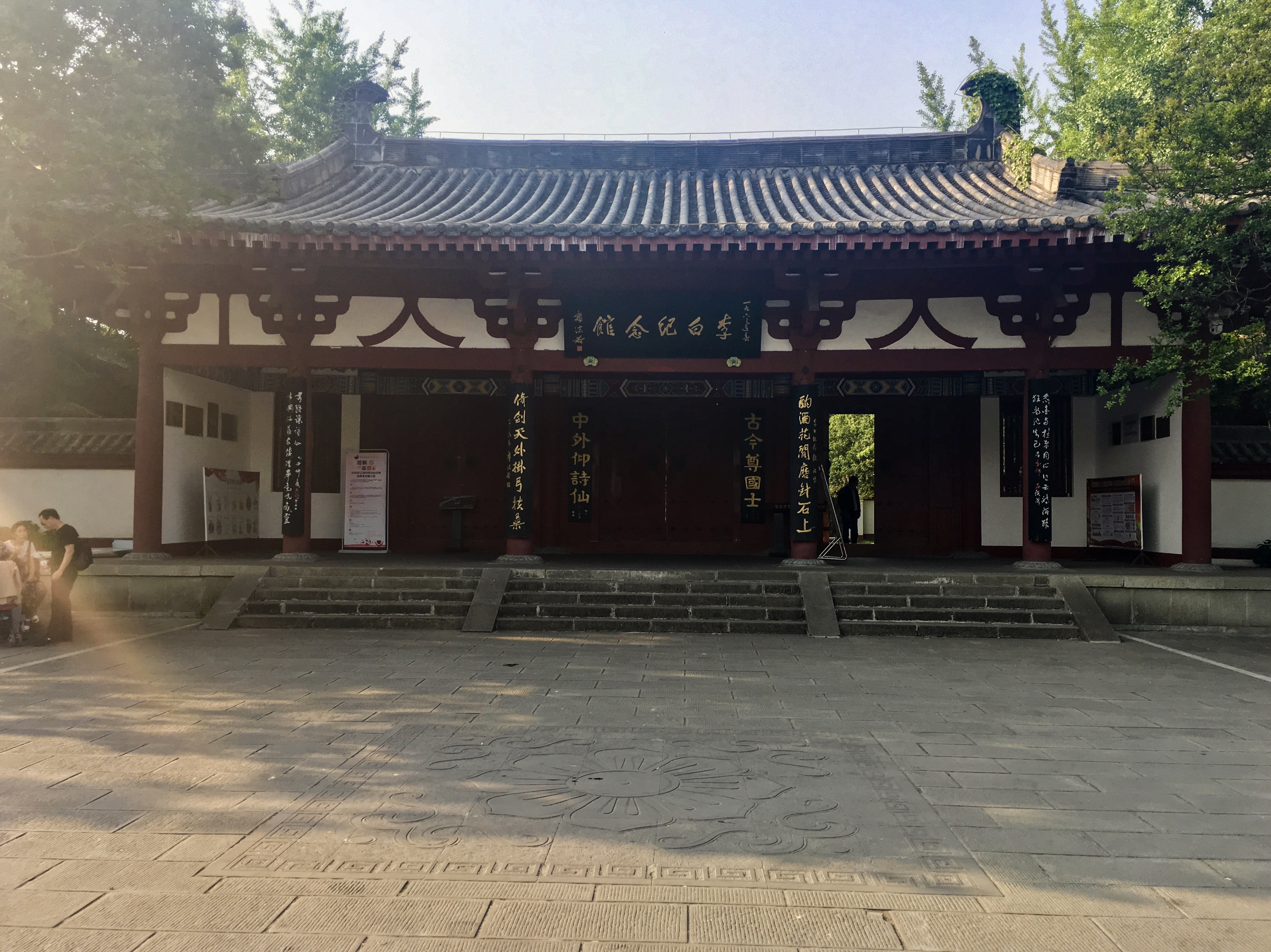
江油市李白纪念馆
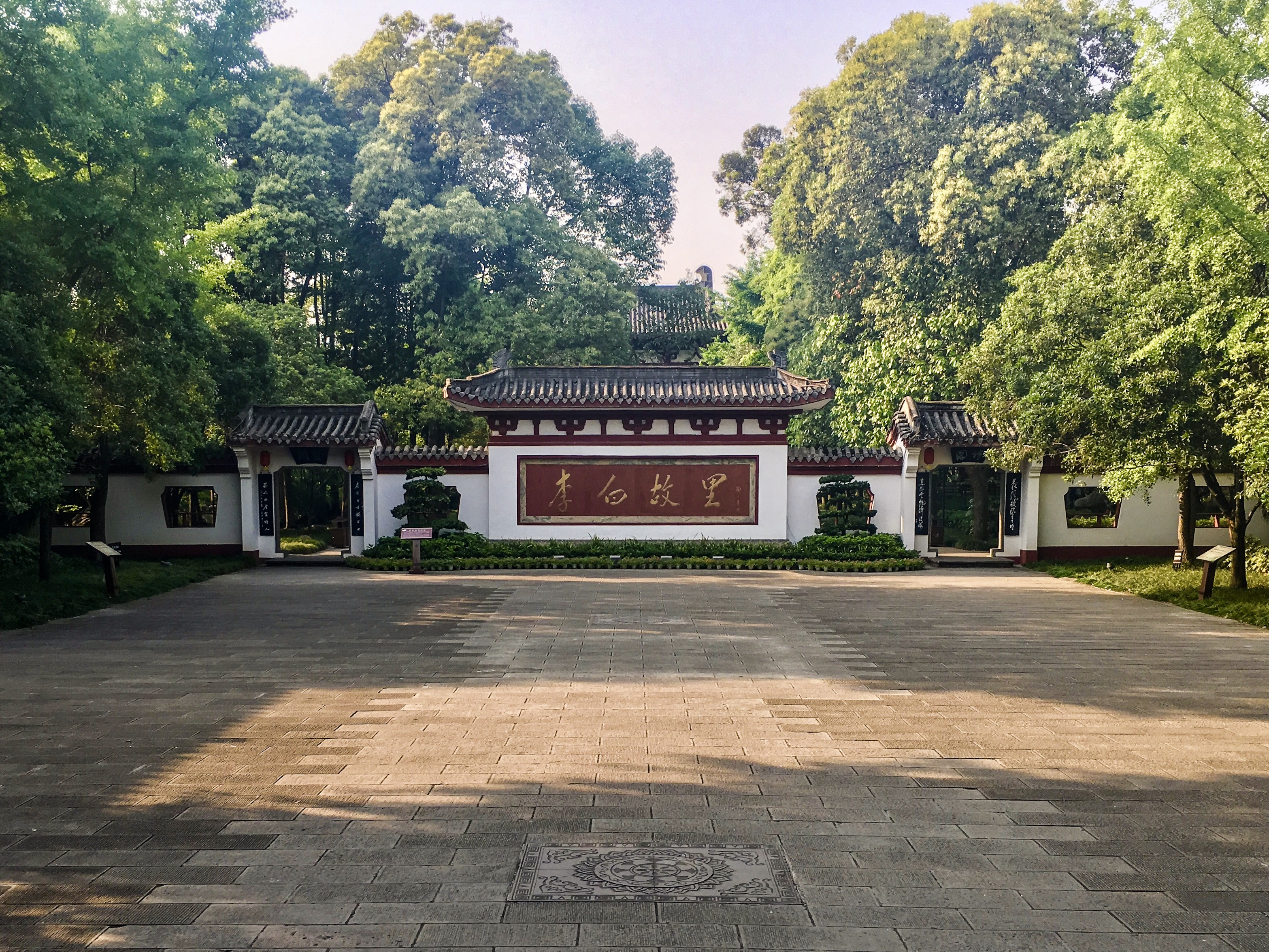
邓小平所题写的“李白故里”字壁，位于李白纪念馆内

主要旅游景点有：窦圌山、观雾山极乐寺、大匡山、青莲李白故居陇西院、太白祠、太白碑林、李白纪念馆、太白公园、海灯法师武馆、白龙宫、佛爷洞、乾元山风景区、金光洞、翠屏山哪吒祖庭、西山公园、西山罗汉寺、青莲法华寺以及新建成的青莲国际小镇，大康百合花基地，新安水果基地，武都荷花基地。

## 人口情况
根据第七次全国人口普查结果，2020年11月1日零时。全市常住人口为731343人，与2010年第六次全国人口普查相比，下降4.04%，年平均下降0.41%。
根据2010年第六次人口普查，江油市常住总人口为762,140人。

## 文物保护单位
全国重点文物保护单位3处：云岩寺、老君山硝洞遗址、青林口古建筑群
省级文物保护单位10处：太白故居、文胜普照寺、河西普照寺、牛雪樵德政坊、南雁塔、蜚英塔、大水洞遗址、红军胜利纪念碑、王右木故居、阴平遗址。

## 特产
江油百合、江油附子、中坝口蘑酱油：中国地理标志产品。

## 汶川地震中的江油市

### 损失与伤亡

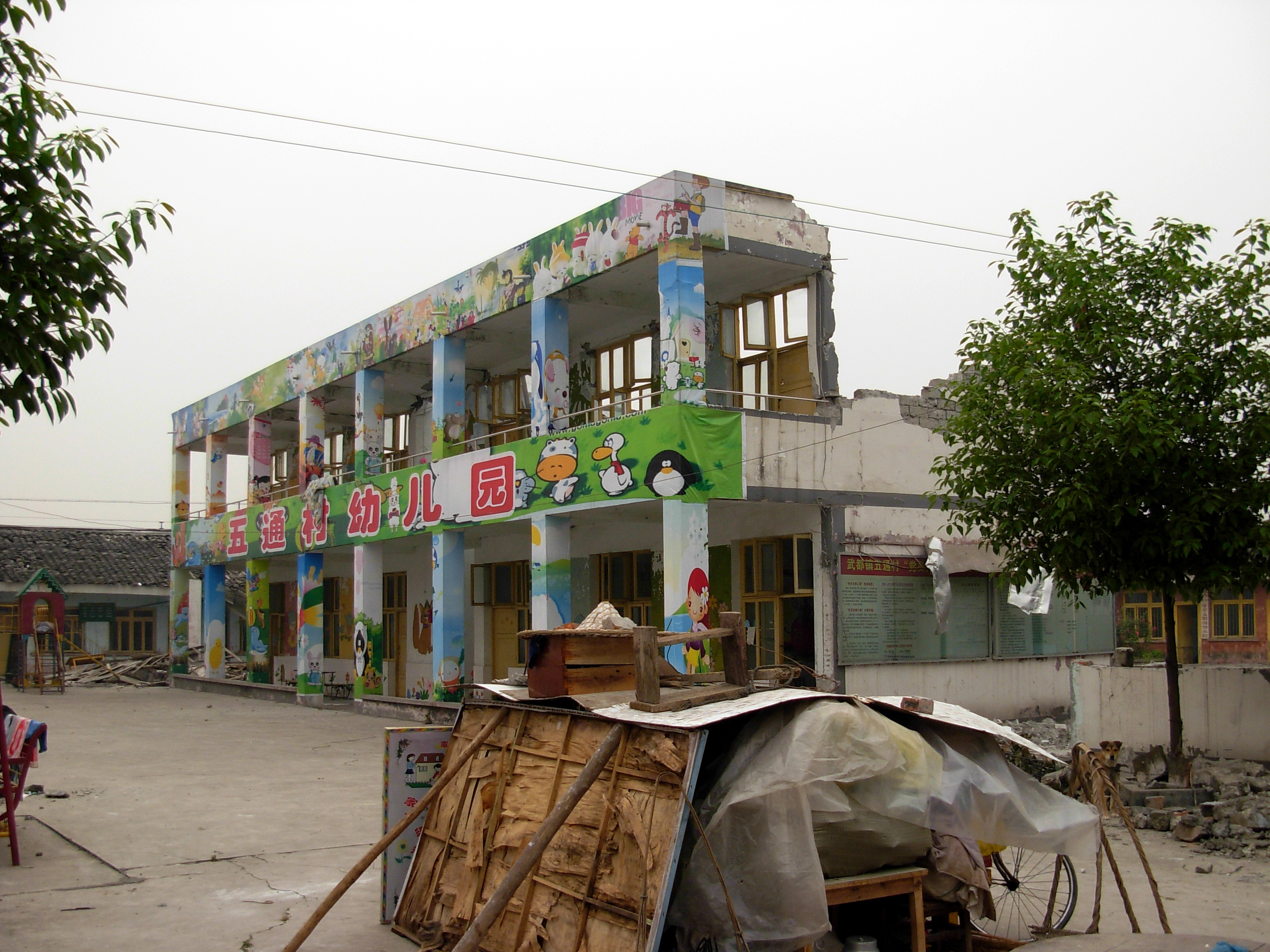
汶川地震中垮塌的江油市五通村幼儿园，地震中一名幼儿遇难，而52岁的幼儿园副院长王光香为了转移幼儿并保护两名来不及撤离的幼儿，于地震中遇难
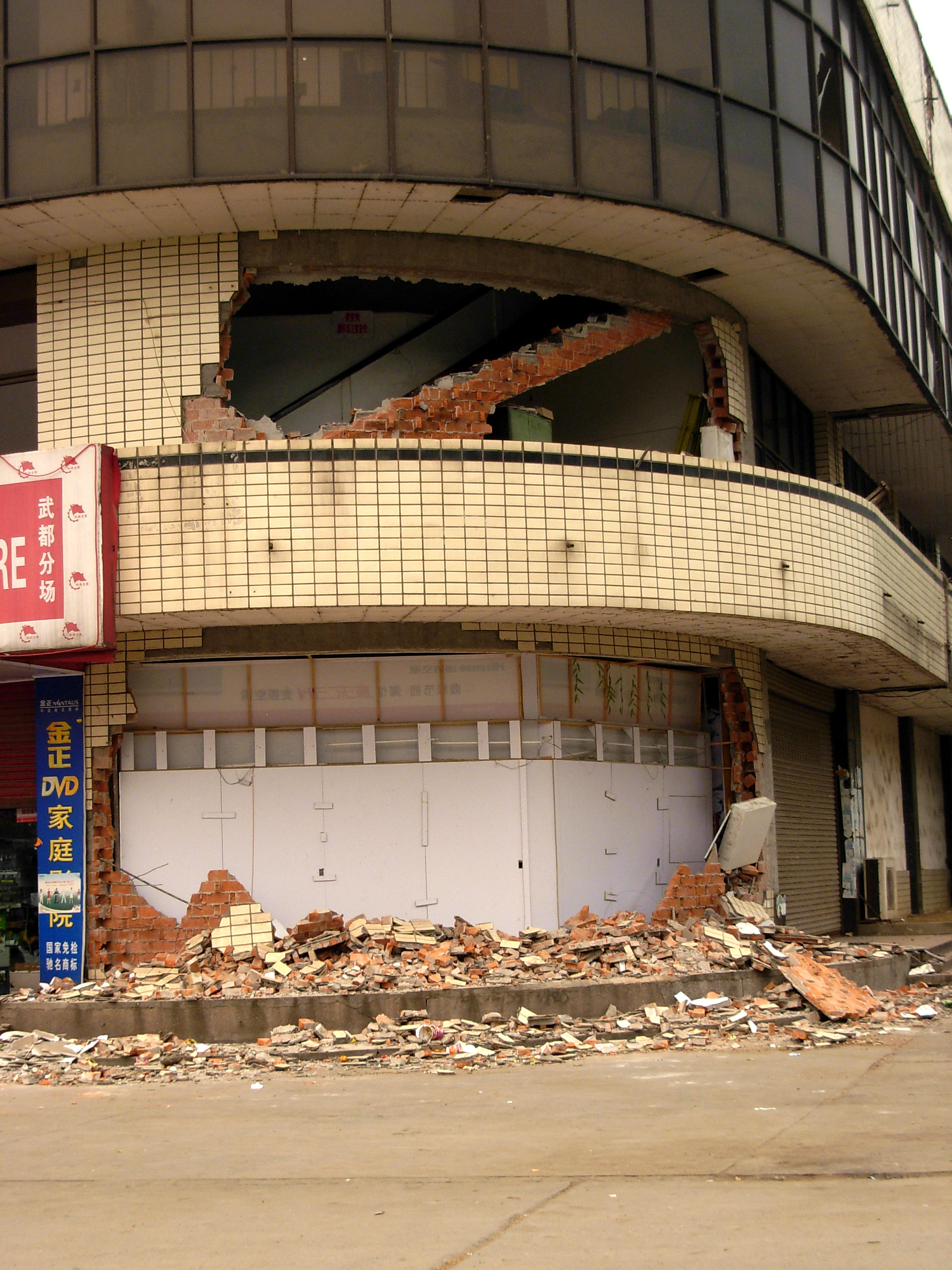
江油武都镇的受灾建筑
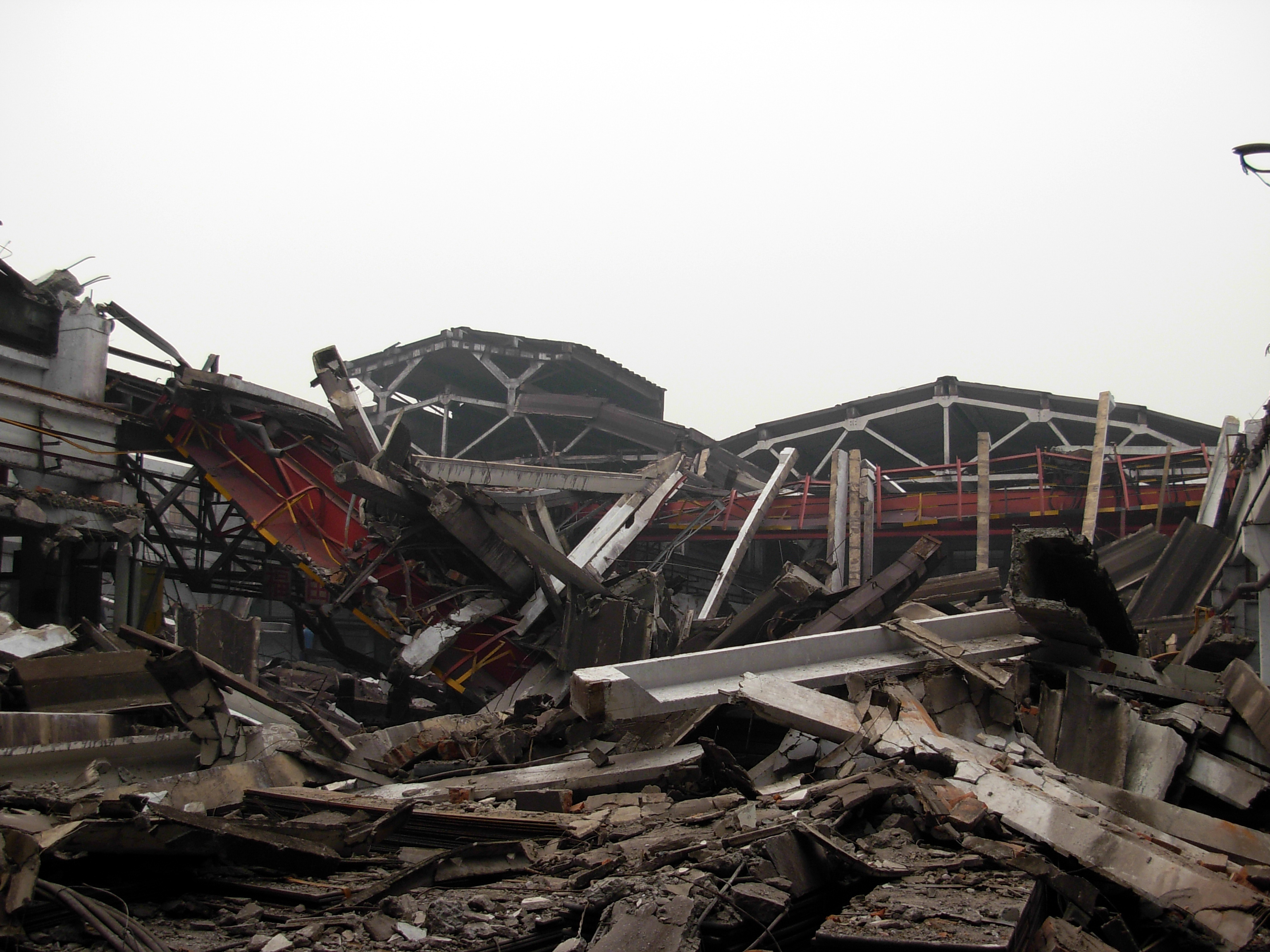
江油市大量垮塌的工矿厂房
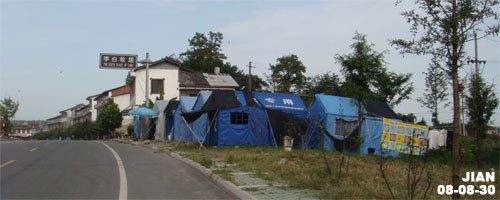
青莲镇李白故居附近的救灾帐篷

2008年5月12日汶川地震中，龙门山断层东侧江油市被划定为重灾区，地震烈度8-9度，死亡394人，失踪88人，受伤19278人（重伤5810人），直接经济损失592亿元人民币，间接经济损失140亿元人民币。全市住房垮塌或拉裂3971万平方米，政府机关和企事业单位用房垮塌或拉裂120万平方米，学校损毁120所，共82万平方米，卫生机构400余个、共28.8万平方米用房损毁。另外有700多千米道路、225座桥梁、1430千米城市输水管道、595千米城市燃气管道、16座电站、15千米输电线路、187座水库损毁。全市530座工矿企业受灾，全部工矿企业停产，农村耕地受灾0.85万公顷。其中，攀长钢损失达3.5亿元人民币。电力、通信中断。除了10个极重灾区外，江油属于重灾区各县市中受灾第二严重。
在地震中，江油21处文物受损，受灾文物建筑面积19960平方千米，直接经济损失1.42亿元人民币。江油城市标志雕塑“举杯邀明月”倒塌。太白故居中清朝留存的照壁、粉竹楼、陇西院完全倒塌，李白楼受损严重。宋代留存的国家文保单位云岩寺严重损毁，天王殿倒塌，70%建筑严重损坏，另外30%整体倒塌，窦圌山岩体多处崩塌与裂缝，登寺道路阻塞。

### 灾后恢复重建
汶川地震后，江油市接受了河南省的对口援建。2008年5月14日，江油市发改局着手编写江油市汶川特大地震灾后重建总体规划，6月10日编制完成并于6月25日上报绵阳市人民政府。2008年6月28日，河南省委书记郭庚茂到江油视察灾情，7月2日，河南省成立对口支援江油市恢复重建工作领导小组。河南援建江油项目共300个，投资30.02亿元人民币。
对口援建项目分三批进行，范围涵盖住房、道路、水利、公共基础设施、文化设施和工业园区。援建项目集中于涪江两岸，包括江油市第三涪江大桥、江彰大道、豫江大堤、中原爱心学校、中原爱心小区、江油河南工业园等项目。在援建初期，因双方在合作共建程序中的分歧导致进度缓慢；后改用河南省负责建造施工，验收后整体移交江油市的方式进行恢复重建工作。至2011年，重建工作基本完成。共投资408.4亿元人民币，重建项目1355个。
另外，红十字会共援建项目165个，资金1.26亿元人民币；其中，中国红十字会总会援建项目75个，资金3106万元；中国红十字基金会援建项目27个，资金1673万元；香港红十字会援建项目46个，资金6353.9万元；自贡红十字会援建项目1个，资金100万元；河南省红十字会援建项目11个，资金1009万元；北京仲裁委员会援建项目1个，资金94.4万元；东鹏陶瓷有限公司援建项目1个，资金100万元；北京纬创软件公司援建项目1个，总援建资金13万元；贵州省红十字会援建项目2个，资金196万元。上海慈善基金会捐款6232万元人民币重建江油市精神病院。江油市妇联捐款520万元。中兴、索尼投入资金150万元人民币在八一学校与江油工业技校建立春蕾抗震学校。国际佛光会捐款1300万元重建彰明中学。湖北荆州市天然气公司捐款900万元人民币重建江油市第一中学主教学楼荆州楼。新加坡坚永集团捐款1000万元重建坚勇512实验小学（原建南学校），并于2008年12月3日完工，成为四川省第一座整体重建完工的永久性学校。
此外，江油市政府大楼、江油站、江油大剧院、江油市图书馆、江油体育中心、江油市人民医院等基础设施均为灾后重建项目；红军胜利纪念碑、王右木纪念馆、青林口红军桥得到维修，太白故居、云岩寺与李白纪念馆在2009-2011年间依恢复原样的原则进行了重建。

## 大型活动
- 2015年中央电视台中秋晚会在江油举办[23]